# Eugenio Recuenco
Eugenio Recuenco, né en 1968 à Madrid, est un photographe de mode et publicitaire espagnol.

## Biographie
Il est principalement connu pour son travail pour de grandes marques ainsi que pour ses photos de mode, publiées dans des magazines tels que Vogue ou Vanity Fair.
Il a aussi travaillé plusieurs fois avec le groupe Rammstein dont les pochettes des albums Rosenrot sorti en 2005, Liebe ist für alle da sorti en 2009 et du single Amerika sorti en 2004.
En 2012, il assure l'illustration du rapport annuel de Pernod Ricard.